# مغارة أبو جبار
مغارة أبو جبار  قرية سوريّة تتبع إداريّاً لمحافظة حلب منطقة الباب ناحية تادف، بلغ تعداد سكانها 1,039 نسمة حسب التعداد السكاني لعام 2004.